# Янковский, Моисей Осипович
Моисе́й О́сипович Янко́вский (настоящая фамилия Хисин; 27 октября 1898, Варшава — 9 ноября 1972, Ленинград) — советский музыковед, критик, драматург и педагог. C 1931 года по конец 1933 года — художественный руководитель Театра музыкальной комедии. Доктор искусствоведения с 1968 года.
В 1924 году окончил Московский университет. С 1927 года сотрудник редакций ленинградских и московских газет и журналов. В 1944—49 являлся преподавателем Ленинградского театрального института.
Автор первых в СССР научных трудов об оперетте, автор либретто музыкальных комедий, руководитель Ленинградского театра эстрады.

Приняв в конце 1931 года художественное руководство театром, Моисей Осипович Янковский заявил о необходимости постановок на его сцене новых советских оперетт, к работе над которыми он намеревался привлечь Д. Шостаковича, В. Богданова-Березовсого, Ю. Шапорина, а также переходе театра на классику и снятии с репертуара всех венских оперетт. Столь радикальное изменение репертуарной политики театра полностью соответствовало отношению к венской оперетте, сложившемуся в СССР в начале 30-х годов. По мнению идеологов от культуры и, как следствие, большинства театральных критиков «венщина» представляла собой серьезную опасность для неокрепшего сознания граждан молодой советской страны. Её объявили «классово чуждым искусством», а успех многих постановок на сценах различных театров объяснили тем, что нэпманов и прочий «несознательный элемент» привлекает лишь изображение на сцене роскошной жизни. Некоторые из особо рьяных пытались даже дискредитировать музыку венской оперетты. (См.Театр Музыкальной комедии. История (недоступная ссылка))

Похоронен на Комаровском кладбище.

### Избранные труды
- Масляненко Д. А., Янковский М. О.  Затейники. — Л.: Прибой. 1929. — 83 с.
- Янковский М. О. Оперетта. — Л.; М.: Искусство, 1937.
- Янковский М. О. Шаляпин и русская оперная культура. — Л.; М.: Искусство, 1947.
- Янковский М. О. Советский театр оперетты: Очерк истории. — Л.; М.: Искусство, 1962.